# S/2011 J 2
S/2011 J 2, o Giove LVI, è un piccolo satellite naturale irregolare del pianeta Giove.
È stato scoperto da Scott S. Sheppard nel 2011. Appartiene al gruppo di Pasifae.

## Scoperta
Il satellite è stato scoperto il 27 settembre 2011 (secondo satellite di Giove scoperto in quell'anno) da Scott S. Sheppard utilizzando il telescopio Magellano-Baade da 6,5 m dell'Osservatorio di Las Campanas, in Cile. In occasione della scoperta gli fu assegnata la designazione provvisoria S/2011 J 2. Con questa nuova scoperta il numero dei satelliti di Giove allora conosciuti ammontava a 67.
Poco dopo la scoperta è stato perduto. Il 17 settembre 2018 ne fu annunciato il ritrovamento e a quel punto gli fu l'ordinale Giove LVI.

## Denominazione
In attesa della promulgazione della denominazione definitiva da parte dell'Unione Astronomica Internazionale, il satellite è noto mediante la numerazione ufficiale Giove LVI.

## Parametri orbitali
Il satellite è caratterizzato da un movimento retrogrado ed appartiene al gruppo di Pasifae, costituito dai satelliti naturali di Giove irregolari caratterizzati da un moto retrogrado attorno al pianeta, da semiassi maggiori compresi fra i 22,8 e 24,1 milioni di km e da inclinazioni orbitali comprese tra 144,5° e 158,3° all'eclittica.
S/2011 J 2 orbita intorno a Giove con un semiasse maggiore di circa 20155290 km in circa 582 giorni, con un'eccentricità di 0,2963. L'orbita è retrograda, con una inclinazione di circa 162,83°; di conseguenza, il satellite si muove in direzione opposta alla rotazione del pianeta.